# Temporada 2015 de GP2 Series
La temporada 2015 de GP2 Series es la undécima edición de la competición de GP2 y es telonera de la temporada 2015 de Fórmula 1. Comenzó el 18 de abril en Baréin y finalizó el 29 de noviembre en Abu Dabi.
En esta temporada se siguió utilizando el Dallara GP2/11 y se implementó el DRS, que es usado en Fórmula 1. Se usaran las mismas reglas que en Fórmula 1, se podrá activar en la vuelta 3 y solo cuando el piloto este a un segundo del coche de delante, usándose las mismas zonas de activación.
El belga Stoffel Vandoorne se consagró campeón en la ronda de Sochi, a falta de 2 rondas.

## Escuderías y pilotos
Nota: Como todos los equipos usan los chasis Dallara GP2/11 con el motor Mecachrome V8 de Renault y neumáticos Pirelli, no se especifican los datos de los vehículos.
| Escudería               | N.º | Piloto              | Rondas    |
| ----------------------- | --- | ------------------- | --------- |
| DAMS                    | 1   | Pierre Gasly        | Todas     |
| DAMS                    | 2   | Alex Lynn           | Todas     |
| Carlin                  | 3   |                     |           |
| Carlin                  | 3   | Julián Leal         | 1–8       |
| Carlin                  | 3   | Dean Stoneman       | 9–11      |
| Carlin                  | 4   | Marco Sørensen      | 1–4       |
| Carlin                  | 4   | Johnny Cecotto Jr.  | 5         |
| Carlin                  | 4   | Sean Gelael         | 6–7, 9–11 |
| Carlin                  | 4   | Jann Mardenborough  | 8         |
| ART Grand Prix          | 5   | Stoffel Vandoorne   | Todas     |
| ART Grand Prix          | 6   | Nobuharu Matsushita | Todas     |
| Racing Engineering      | 7   | Jordan King         | Todas     |
| Racing Engineering      | 8   | Alexander Rossi     | Todas     |
| RUSSIAN TIME            | 9   | Mitch Evans         | Todas     |
| RUSSIAN TIME            | 10  | Artiom Markélov     | Todas     |
| Trident                 | 11  | Raffaele Marciello  | Todas     |
| Trident                 | 12  | René Binder         | 1–6       |
| Trident                 | 12  | Gustav Malja        | 7         |
| Trident                 | 12  | Johnny Cecotto Jr.  | 8–9       |
| Trident                 | 12  | Daniël de Jong      | 10–11     |
| Pertamina Campos Racing | 14  | Arthur Pic          | Todas     |
| Pertamina Campos Racing | 15  | Rio Haryanto        | Todas     |
| MP Motorsport           | 16  | Sergio Canamasas    | 1–3       |
| MP Motorsport           | 16  | Oliver Rowland      | 5, 7      |
| MP Motorsport           | 16  | Nicholas Latifi     | 6, 9–11   |
| MP Motorsport           | 16  | Meindert van Buuren | 8         |
| MP Motorsport           | 17  | Daniël de Jong      | 1–7       |
| MP Motorsport           | 17  | René Binder         | 8–11      |
| Rapax                   | 18  | Sergey Sirotkin     | Todas     |
| Rapax                   | 19  | Robert Vișoiu       | 1–9       |
| Rapax                   | 19  | Gustav Malja        | 10–11     |
| Arden International     | 20  | André Negrão        | Todas     |
| Arden International     | 21  | Norman Nato         | Todas     |
| Status Grand Prix       | 22  | Marlon Stöckinger   | Todas     |
| Status Grand Prix       | 23  | Richie Stanaway     | 1–9       |
| Status Grand Prix       | 23  | Oliver Rowland      | 10–11     |
| Hilmer Motorsport       | 24  | Nick Yelloly        | 2–7       |
| Hilmer Motorsport       | 24  | Simon Trummer       | 8         |
| Hilmer Motorsport       | 25  | Johnny Cecotto Jr.  | 2–3       |
| Hilmer Motorsport       | 25  | Simon Trummer       | 4         |
| Hilmer Motorsport       | 25  | Jon Lancaster       | 5         |
| Hilmer Motorsport       | 25  | Sergio Canamasas    | 6         |
| Daiko Team Lazarus      | 26  | Nathanaël Berthon   | 1–7, 9–11 |
| Daiko Team Lazarus      | 26  | Patric Niederhauser | 8         |
| Daiko Team Lazarus      | 27  | Zoël Amberg         | 1–4, 6    |
| Daiko Team Lazarus      | 27  | Sergio Canamasas    | 5, 7–11   |
| Fuentes:                |     |                     |           |

## Calendario
El calendario para la temporada fue confirmado el 10 de diciembre por la página oficial de la GP2 Series. Debido a la cancelación de la ronda en Alemania, a mitad de temporada, se confirmó otra ronda en Baréin en apoyo a las 6 horas de Baréin, del Campeonato Mundial de Resistencia.
| Rondas | Rondas | Circuito                                     | País        | Fecha           |
| ------ | ------ | -------------------------------------------- | ----------- | --------------- |
| 1      | L      | Circuito Internacional de Baréin, Sakhir     | Baréin      | 18 de abril     |
| 1      | C      | Circuito Internacional de Baréin, Sakhir     | Baréin      | 19 de abril     |
| 2      | L      | Circuito de Barcelona-Cataluña, Montmeló     | España      | 9 de mayo       |
| 2      | C      | Circuito de Barcelona-Cataluña, Montmeló     | España      | 10 de mayo      |
| 3      | L      | Circuito de Mónaco, Montecarlo               | Mónaco      | 22 de mayo      |
| 3      | C      | Circuito de Mónaco, Montecarlo               | Mónaco      | 23 de mayo      |
| 4      | L      | Red Bull Ring, Spielberg                     | Austria     | 20 de junio     |
| 4      | C      | Red Bull Ring, Spielberg                     | Austria     | 21 de junio     |
| 5      | L      | Circuito de Silverstone, Silverstone         | Reino Unido | 4 de julio      |
| 5      | C      | Circuito de Silverstone, Silverstone         | Reino Unido | 5 de julio      |
| 6      | L      | Hungaroring, Budapest                        | Hungría     | 25 de julio     |
| 6      | C      | Hungaroring, Budapest                        | Hungría     | 26 de julio     |
| 7      | L      | Circuito de Spa-Francorchamps, Francorchamps | Bélgica     | 22 de agosto    |
| 7      | C      | Circuito de Spa-Francorchamps, Francorchamps | Bélgica     | 23 de agosto    |
| 8      | L      | Autodromo Nazionale di Monza, Monza          | Italia      | 5 de septiembre |
| 8      | C      | Autodromo Nazionale di Monza, Monza          | Italia      | 6 de septiembre |
| 9      | L      | Autódromo de Sochi, Sochi                    | Rusia       | 10 de octubre   |
| 9      | C      | Autódromo de Sochi, Sochi                    | Rusia       | 11 de octubre   |
| 10     | L      | Circuito Internacional de Baréin, Sakhir     | Baréin      | 20 de noviembre |
| 10     | C      | Circuito Internacional de Baréin, Sakhir     | Baréin      | 21 de noviembre |
| 11     | L      | Circuito Yas Marina, Abu Dabi                | EAU         | 28 de noviembre |
| 11     | C      | Circuito Yas Marina, Abu Dabi                | EAU         | 29 de noviembre |

## Resultados

### Entrenamientos

#### Pretemporada
| Test | Circuito   | Fecha       | Mejor clasificado   | Escudería          | Tiempo   | Vueltas |
| ---- | ---------- | ----------- | ------------------- | ------------------ | -------- | ------- |
| 1.º  | Yas Marina | 9 de marzo  | Pierre Gasly        | DAMS               | 1:48.897 | 35      |
| 1.º  | Yas Marina | 10 de marzo | Alex Lynn           | DAMS               | 1:49.648 | 54      |
| 1.º  | Yas Marina | 11 de marzo | Richie Stanaway     | Status Grand Prix  | 1:48.441 | 52      |
|      |            |             |                     |                    |          |         |
| 2.º  | Baréin     | 1 de abril  | Jordan King         | Racing Engineering | 1:41.494 | 36      |
| 2.º  | Baréin     | 2 de abril  | Nobuharu Matsushita | ART Grand Prix     | 1:40.191 | 45      |
| 2.º  | Baréin     | 3 de abril  | Pierre Gasly        | DAMS               | 1:39.632 | 49      |

### Temporada
| Ronda | Ronda | Ronda             | Pole Position                                | Vuelta rápida                                | Piloto ganador                               | Escudería ganadora                           | Resultados |
| ----- | ----- | ----------------- | -------------------------------------------- | -------------------------------------------- | -------------------------------------------- | -------------------------------------------- | ---------- |
| 1     | L     | Sakhir            | Stoffel Vandoorne                            | Stoffel Vandoorne                            | Stoffel Vandoorne                            | ART Grand Prix                               | Resultados |
| 1     | C     | Sakhir            |                                              | Nobuharu Matsushita                          | Rio Haryanto                                 | Pertamina Campos Racing                      | Resultados |
| 2     | L     | Barcelona         | Stoffel Vandoorne                            | Mitch Evans                                  | Stoffel Vandoorne                            | ART Grand Prix                               | Resultados |
| 2     | C     | Barcelona         |                                              | Stoffel Vandoorne                            | Alex Lynn                                    | DAMS                                         | Resultados |
| 3     | L     | Montecarlo        | Alexander Rossi                              | Nick Yelloly                                 | Stoffel Vandoorne                            | ART Grand Prix                               | Resultados |
| 3     | C     | Montecarlo        |                                              | Stoffel Vandoorne                            | Richie Stanaway                              | Status Grand Prix                            | Resultados |
| 4     | L     | Spielberg         | Stoffel Vandoorne                            | Alex Lynn                                    | Stoffel Vandoorne                            | ART Grand Prix                               | Resultados |
| 4     | C     | Spielberg         |                                              | Jordan King                                  | Rio Haryanto                                 | Pertamina Campos Racing                      | Resultados |
| 5     | L     | Silverstone       | Sergey Sirotkin                              | Sergey Sirotkin                              | Sergey Sirotkin                              | Rapax                                        | Resultados |
| 5     | C     | Silverstone       |                                              | Rio Haryanto                                 | Rio Haryanto                                 | Pertamina Campos Racing                      | Resultados |
| 6     | L     | Budapest          | Alex Lynn                                    | Robert Vișoiu                                | Alex Lynn                                    | DAMS                                         | Resultados |
| 6     | C     | Budapest          |                                              | Stoffel Vandoorne                            | Nobuharu Matsushita                          | ART Grand Prix                               | Resultados |
| 7     | L     | Spa-Francorchamps | Stoffel Vandoorne                            | Mitch Evans                                  | Stoffel Vandoorne                            | ART Grand Prix                               | Resultados |
| 7     | C     | Spa-Francorchamps |                                              | Stoffel Vandoorne                            | Alexander Rossi                              | Racing Engineering                           | Resultados |
| 8     | L     | Monza             | Pierre Gasly                                 | Norman Nato                                  | Alexander Rossi                              | Racing Engineering                           | Resultados |
| 8     | C     | Monza             |                                              | Alex Lynn                                    | Mitch Evans                                  | RUSSIAN TIME                                 | Resultados |
| 9     | L     | Sochi             | Alex Lynn                                    | Stoffel Vandoorne                            | Alexander Rossi                              | Racing Engineering                           | Resultados |
| 9     | C     | Sochi             |                                              | Pierre Gasly                                 | Richie Stanaway                              | Status Grand Prix                            | Resultados |
| 10    | L     | Sakhir            | Pierre Gasly                                 | Stoffel Vandoorne                            | Stoffel Vandoorne                            | ART Grand Prix                               | Resultados |
| 10    | C     | Sakhir            |                                              | Alex Lynn                                    | Mitch Evans                                  | RUSSIAN TIME                                 | Resultados |
| 11    | L     | Yas Marina        | Pierre Gasly                                 | Nathanaël Berthon                            | Stoffel Vandoorne                            | ART Grand Prix                               | Resultados |
| 11    | C     | Yas Marina        | Suspendida debido a un choque en la vuelta 1 | Suspendida debido a un choque en la vuelta 1 | Suspendida debido a un choque en la vuelta 1 | Suspendida debido a un choque en la vuelta 1 | Resultados |

## Neumáticos
| Compuesto | SAK | BAR | MON | SPI | SIL | BUD | SPA | MNZ | SOC | SAK | YMC |
| --------- | --- | --- | --- | --- | --- | --- | --- | --- | --- | --- | --- |
| Principal | M   | H   | S   | M   | H   | M   | H   | H   | M   | M   | M   |
| Opcional  | S   | S   | SS  | SS  | M   | S   | S   | M   | S   | S   | SS  |
| Lluvia    | W   | W   | W   | W   | W   | W   | W   | W   | W   | W   | W   |

## Clasificaciones

### Sistema de puntuación
Los puntos se otorgarán a los 10 primeros clasificados en la carrera larga, y a los primeros 8 clasificados en la carrera corta. El piloto que logre la pole position en la carrera principal también recibirá cuatro puntos y dos puntos serán entregados al piloto que marque la vuelta rápida entre los diez primeros, tanto en la carrera larga como en la corta. No hay puntos extras otorgados a la pole en la carrera corta.
Puntos de carrera larga
| Posición | 1º | 2º | 3º | 4º | 5º | 6º | 7º | 8º | 9º | 10º | Pole | VR |
| Puntos   | 25 | 18 | 15 | 12 | 10 | 8  | 6  | 4  | 2  | 1   | 4    | 2  |

Puntos de carrera corta
Los puntos se otorgarán a los primeros 8 clasificados.
| Posición | 1º | 2º | 3º | 4º | 5º | 6º | 7º | 8º | VR |
| Puntos   | 15 | 12 | 10 | 8  | 6  | 4  | 2  | 1  | 2  |

### Campeonato de Pilotos
| Pos. | Piloto              | SAK | SAK | BAR | BAR | MON | MON | SPI | SPI | SIL | SIL | BUD | BUD | SPA | SPA | MNZ | MNZ | SOC | SOC | SAK | SAK | YMC | YMC | Puntos |
| ---- | ------------------- | --- | --- | --- | --- | --- | --- | --- | --- | --- | --- | --- | --- | --- | --- | --- | --- | --- | --- | --- | --- | --- | --- | ------ |
| 1    | Stoffel Vandoorne   | 1   | 2   | 1   | 2   | 1   | 8   | 1   | 2   | 3   | 9   | 5   | 2   | 1   | 4   | 2   | 3   | 3   | 4   | 1   | 2   | 1   | C   | 341.5  |
| 2    | Alexander Rossi     | 3   | 4   | 3   | 4   | 2   | 7   | 6   | 8   | 2   | 4   | 12  | 19  | 6   | 1   | 1   | Ret | 1   | 6   | 18  | 9   | 4   | C   | 181.5  |
| 3    | Sergey Sirotkin     | 12  | 14  | 16  | 10  | 5   | 3   | 2   | 4   | 1   | 8   | 3   | 3   | 9   | 6   | Ret | 5   | 4   | 21  | 5   | 4   | 13  | C   | 139    |
| 4    | Rio Haryanto        | 2   | 1   | 4   | 6   | 16  | Ret | 7   | 1   | 8   | 1   | 4   | 5   | 13  | 10  | 13  | 11  | 5   | 2   | 7   | 18  | 7   | C   | 138    |
| 5    | Mitch Evans         | 6   | 17  | 2   | DNS | Ret | DNS | 10  | 5   | Ret | 20  | 17  | 22  | 5   | 3   | 3   | 1   | 11  | 8   | 3   | 1   | 3   | C   | 135    |
| 6    | Alex Lynn           | 19  | 15  | 5   | 1   | 13  | 11  | 3   | 20  | 5   | 6   | 1   | 9   | 11  | 8   | Ret | 10  | Ret | 10  | 8   | 3   | 8   | C   | 110    |
| 7    | Raffaele Marciello  | Ret | 20  | 6   | 17  | 8   | 2   | 15  | 10  | 6   | 2   | 7   | 4   | 14  | 12  | 15  | 7   | 6   | 3   | 4   | 5   | 2   | C   | 110    |
| 8    | Pierre Gasly        | Ret | 22  | 7   | 3   | 14  | 10  | 13  | 6   | 4   | 3   | 2   | 8   | 19  | Ret | Ret | 12  | 2   | 5   | 6   | 7   | 5   | C   | 110    |
| 9    | Nobuharu Matsushita | 10  | 6   | 11  | 18  | Ret | 19  | 4   | 3   | Ret | 19  | 8   | 1   | Ret | 15  | Ret | 15  | 10  | 7   | 2   | Ret | 11  | C   | 68.5   |
| 10   | Richie Stanaway     | 15  | 11  | 10  | 19  | 7   | 1   | 23  | 15  | Ret | 13  | 21  | 13  | 18  | 13  | 4   | 4   | 7   | 1   |     |     |     |     | 60     |
| 11   | Arthur Pic          | Ret | 10  | 9   | 8   | 4   | 6   | 9   | 11  | 14  | 16  | 13  | 10  | 2   | Ret | 7   | 2   | 8   | 13  | 10  | 16  | 17  | C   | 60     |
| 12   | Jordan King         | 4   | 9   | 14  | 11  | 9   | Ret | 12  | 7   | 22† | 10  | 6   | 12  | 8   | 2   | 8   | Ret | Ret | 15  | 9   | 6   | 6   | C   | 60     |
| 13   | Artiom Markélov     | 13  | 12  | 12  | 5   | Ret | 14  | 5   | DSQ | 21  | 14  | 22  | 18  | 3   | 5   | 5   | 14  | Ret | 12  | 15  | 8   | Ret | C   | 48     |
| 14   | Julián Leal         | 8   | 5   | Ret | 16  | 6   | 5   | 14  | 22  | 9   | 12  | 16  | 15  | 4   | 11  | 12  | 9   |     |     |     |     |     |     | 38     |
| 15   | Sergio Canamasas    | 14  | Ret | 13  | 15  | 3   | 4   |     |     | 15  | 24  | Ret | 16  | 12  | 9   | 11  | 6   | Ret | 17  | 12  | 17  | 12  | C   | 27     |
| 16   | Nathanaël Berthon   | 7   | 3   | 20  | 12  | 17  | 15  | Ret | 17  | Ret | 21  | 14  | 11  | 7   | 7   |     |     | 14  | 19  | 11  | Ret | 10  | C   | 27     |
| 17   | Robert Vișoiu       | 5   | 7   | 18  | 23  | 15  | 13  | 11  | 9   | 12  | 11  | 9   | 7   | 15  | 16  | 9   | Ret | 17  | 18  |     |     |     |     | 20     |
| 18   | Norman Nato         | Ret | 16  | 8   | 7   | 18  | 21  | 20  | 13  | 18  | 23  | 11  | 6   | Ret | 20  | 6   | Ret | 12  | 9   | 24  | 10  | Ret | C   | 20     |
| 19   | Nick Yelloly        |     |     | Ret | 14  | 10  | 9   | 8   | Ret | 7   | 5   | Ret | 17  | Ret | 17  |     |     |     |     |     |     |     |     | 19     |
| 20   | André Negrão        | 9   | 8   | 23† | 21  | 21  | 17  | 16  | 21  | 20  | 15  | 20  | 21  | 20  | 14  | 14  | 18  | 15  | 11  | 17  | 20  | 9   | C   | 5      |
| 21   | Oliver Rowland      |     |     |     |     |     |     |     |     | 10  | 7   |     |     | NC  | Ret |     |     |     |     | 22  | Ret | 15  | C   | 3      |
| 22   | René Binder         | 17  | Ret | 22  | Ret | 11  | 16  | 17  | 14  | 17  | 18  | 23  | 24  |     |     | 10  | 8   | 16  | Ret | 20  | Ret | 14  | C   | 2      |
| 23   | Daniël de Jong      | 18  | 13  | 15  | 9   | 12  | 12  | 21  | 12  | 11  | 26† | 10  | Ret | Ret | DNS |     |     |     |     | 19  | 14  | Ret | C   | 1      |
| 24   | Dean Stoneman       |     |     |     |     |     |     |     |     |     |     |     |     |     |     |     |     | 9   | 16  | 21  | 12  | Ret | C   | 1      |
| 25   | Gustav Malja        |     |     |     |     |     |     |     |     |     |     |     |     | 10  | 18  |     |     |     |     | 16  | 13  | 16  | C   | 1      |
| 26   | Marlon Stöckinger   | 11  | 19  | Ret | 20  | 19  | 18  | 19  | 19  | 19  | 22  | 19  | 23  | 17  | 19  | Ret | 19  | Ret | Ret | 13  | 19  | 18  | C   | 0      |
| 27   | Nicholas Latifi     |     |     |     |     |     |     |     |     |     |     | 15  | 14  |     |     |     |     | 18  | 14  | 14  | 11  | Ret | C   | 0      |
| 28   | Johnny Cecotto Jr.  |     |     | 21  | Ret | 20  | Ret |     |     | 13  | 25  |     |     |     |     | 18  | 13  | 13  | 22† |     |     |     |     | 0      |
| 29   | Zoël Amberg         | 16  | 18  | 17  | 13  | 22  | Ret | DNS | DNS |     |     | DNS | DNS |     |     |     |     |     |     |     |     |     |     | 0      |
| 30   | Sean Gelael         |     |     |     |     |     |     |     |     |     |     | 18  | 20  | 20  | 21  |     |     | 19  | 20  | 23  | 15  | Ret | C   | 0      |
| 31   | Simon Trummer       |     |     |     |     |     |     | 22  | 18  |     |     |     |     |     |     | 16  | 16  |     |     |     |     |     |     | 0      |
| 32   | Jon Lancaster       |     |     |     |     |     |     |     |     | 16  | 17  |     |     |     |     |     |     |     |     |     |     |     |     | 0      |
| 33   | Marco Sørensen      | Ret | 21  | 19  | 22  | Ret | 20  | 18  | 16  |     |     |     |     |     |     |     |     |     |     |     |     |     |     | 0      |
| 34   | Patric Niederhauser |     |     |     |     |     |     |     |     |     |     |     |     |     |     | 17  | 17  |     |     |     |     |     |     | 0      |
| 35   | Jann Mardenborough  |     |     |     |     |     |     |     |     |     |     |     |     |     |     | 19  | 20  |     |     |     |     |     |     | 0      |
| NC   | Meindert van Buuren |     |     |     |     |     |     |     |     |     |     |     |     |     |     | Ret | DNS |     |     |     |     |     |     | 0      |
| Pos. | Piloto              | SAK | SAK | BAR | BAR | MON | MON | SPI | SPI | SIL | SIL | BUD | BUD | SPA | SPA | MNZ | MNZ | SOC | SOC | SAK | SAK | YMC | YMC | Puntos |

| Color     | Resultado              |
| --------- | ---------------------- |
| Oro       | Ganador                |
| Plata     | 2.ª plaza              |
| Bronce    | 3.ª plaza              |
| Verde     | Finalizó en los puntos |
| Azul      | Finalizó sin puntos    |
| Azul      | NC - No clasificado    |
| Violeta   | Ret - No terminó       |
| Rojo      | DNQ - No se clasificó  |
| Negro     | DSQ - Descalificado    |
| Blanco    | DNS - No empezó        |
| Blanco    | WD - Retirado          |
| Blanco    | C - Carrera cancelada  |
| Sin color | DNP - No participó     |
| Sin color | INJ - Lesionado        |
| Sin color | EX - Excluido          |

| Estado  | Resultado |
| ------- | --- |
| Negrita | Pole position |
| Cursiva | Vuelta rápida puntuable, el piloto cumplió los requisitos para ser bonificado con uno o más puntos por lograr la vuelta rápida |
| †       | Abandona, pero clasifica al completar el porcentaje requerido para ello                                                        |

### Campeonato de Escuderías
| Pos. | Escudería               | N.º | SAK | SAK | BAR | BAR | MON | MON | SPI | SPI | SIL | SIL | BUD | BUD | SPA | SPA | MNZ | MNZ | SOC | SOC | SAK | SAK | YMC | YMC | Puntos |
| ---- | ----------------------- | --- | --- | --- | --- | --- | --- | --- | --- | --- | --- | --- | --- | --- | --- | --- | --- | --- | --- | --- | --- | --- | --- | --- | ------ |
| 1    | ART Grand Prix          | 5   | 1   | 2   | 1   | 2   | 1   | 8   | 1   | 2   | 3   | 9   | 5   | 2   | 1   | 4   | 2   | 3   | 3   | 4   | 1   | 2   | 1   | C   | 410    |
| 1    | ART Grand Prix          | 6   | 10  | 6   | 11  | 18  | Ret | 19  | 4   | 3   | Ret | 19  | 8   | 1   | Ret | 15  | Ret | 15  | 10  | 7   | 2   | Ret | 11  | C   | 410    |
| 2    | Racing Engineering      | 7   | 4   | 9   | 14  | 11  | 9   | Ret | 12  | 7   | 22† | 10  | 6   | 12  | 8   | 2   | 8   | Ret | Ret | 15  | 9   | 6   | 6   | C   | 241.5  |
| 2    | Racing Engineering      | 8   | 3   | 4   | 3   | 4   | 2   | 7   | 6   | 8   | 2   | 4   | 12  | 19  | 6   | 1   | 1   | Ret | 1   | 6   | 18  | 9   | 4   | C   | 241.5  |
| 3    | DAMS                    | 1   | Ret | 22  | 7   | 3   | 14  | 10  | 13  | 6   | 4   | 3   | 2   | 8   | 19  | Ret | Ret | 12  | 2   | 5   | 6   | 7   | 5   | C   | 220    |
| 3    | DAMS                    | 2   | 19  | 15  | 5   | 1   | 13  | 11  | 3   | 20  | 5   | 6   | 1   | 9   | 11  | 8   | Ret | 10  | Ret | 10  | 8   | 3   | 8   | C   | 220    |
| 4    | Pertamina Campos Racing | 14  | Ret | 10  | 9   | 8   | 4   | 6   | 9   | 11  | 14  | 16  | 13  | 10  | 2   | Ret | 7   | 2   | 8   | 13  | 10  | 16  | 17  | C   | 198    |
| 4    | Pertamina Campos Racing | 15  | 2   | 1   | 4   | 6   | 16  | Ret | 7   | 1   | 8   | 1   | 4   | 5   | 13  | 10  | 13  | 11  | 5   | 2   | 7   | 18  | 7   | C   | 198    |
| 5    | RUSSIAN TIME            | 9   | 6   | 17  | 2   | DNS | Ret | DNS | 10  | 5   | Ret | 20  | 17  | 22  | 5   | 3   | 3   | 1   | 11  | 8   | 3   | 1   | 3   | C   | 183    |
| 5    | RUSSIAN TIME            | 10  | 13  | 12  | 12  | 5   | Ret | 14  | 5   | DSQ | 21  | 14  | 22  | 18  | 3   | 5   | 5   | 14  | Ret | 12  | 15  | 8   | Ret | C   | 183    |
| 6    | Rapax                   | 18  | 12  | 14  | 16  | 10  | 5   | 3   | 2   | 4   | 1   | 8   | 3   | 3   | 9   | 6   | Ret | 5   | 4   | 21  | 5   | 4   | 14  | C   | 159    |
| 6    | Rapax                   | 19  | 5   | 7   | 18  | 23  | 15  | 13  | 11  | 9   | 12  | 11  | 9   | 7   | 15  | 16  | 9   | Ret | 17  | 18  | 16  | 13  | 16  | C   | 159    |
| 7    | Trident                 | 11  | Ret | 20  | 6   | 17  | 8   | 2   | 15  | 10  | 6   | 2   | 7   | 4   | 14  | 12  | 15  | 7   | 6   | 3   | 4   | 5   | 2   | C   | 111    |
| 7    | Trident                 | 12  | 17  | Ret | 22  | Ret | 11  | 16  | 17  | 14  | 17  | 18  | 23  | 24  | 10  | 18  | 18  | 13  | 13  | 22† | 19  | 14  | Ret | C   | 111    |
| 8    | Status Grand Prix       | 22  | 11  | 19  | Ret | 20  | 19  | 18  | 19  | 19  | 19  | 22  | 19  | 23  | 17  | 19  | Ret | 19  | Ret | Ret | 13  | 19  | 18  | C   | 60     |
| 8    | Status Grand Prix       | 23  | 15  | 11  | 10  | 19  | 7   | 1   | 23  | 15  | Ret | 13  | 21  | 13  | 18  | 13  | 4   | 4   | 7   | 1   | 22  | Ret | 15  | C   | 60     |
| 9    | Carlin                  | 3   | 8   | 5   | Ret | 16  | 6   | 5   | 14  | 22  | 9   | 12  | 16  | 15  | 4   | 11  | 12  | 9   | 9   | 16  | 21  | 12  | Ret | C   | 39     |
| 9    | Carlin                  | 4   | Ret | 21  | 19  | 22  | Ret | 20  | 18  | 16  | 13  | 25  | 18  | 20  | 20  | 21  | 19  | 20  | 19  | 20  | 23  | 15  | Ret | C   | 39     |
| 10   | Daiko Team Lazarus      | 26  | 7   | 3   | 20  | 12  | 17  | 15  | Ret | 17  | Ret | 21  | 14  | 11  | 7   | 7   | 17  | 17  | 14  | 19  | 11  | Ret | 10  | C   | 31     |
| 10   | Daiko Team Lazarus      | 27  | 16  | 18  | 17  | 13  | 22  | Ret | DNP | DNP | 15  | 24  | DNP | DNP | 12  | 9   | 11  | 6   | Ret | 17  | 12  | 17  | 12  | C   | 31     |
| 11   | MP Motorsport           | 16  | 14  | Ret | 13  | 15  | 3   | 4   |     |     | 10  | 7   | 15  | 14  | NC  | Ret | Ret | WD  | 18  | 14  | 14  | 11  | Ret | C   | 29     |
| 11   | MP Motorsport           | 17  | 18  | 13  | 15  | 9   | 12  | 12  | 21  | 12  | 11  | 26† | 10  | Ret | Ret | DNS | 10  | 8   | 16  | Ret | 20  | Ret | 14  | C   | 29     |
| 12   | Arden International     | 20  | 9   | 8   | 23† | 21  | 21  | 17  | 16  | 21  | 20  | 15  | 20  | 21  | 16  | 14  | 14  | 18  | 15  | 11  | 17  | 20  | 9   | C   | 25     |
| 12   | Arden International     | 21  | Ret | 16  | 8   | 7   | 18  | Ret | 20  | 13  | 18  | 23  | 11  | 6   | Ret | 20  | 6   | Ret | 12  | 9   | 24  | 10  | Ret | C   | 25     |
| 13   | Hilmer Motorsport       | 24  |     |     | Ret | 14  | 10  | 9   | 8   | Ret | 7   | 5   | Ret | 17  | Ret | 17  | 16  | 16  |     |     |     |     |     |     | 19     |
| 13   | Hilmer Motorsport       | 25  |     |     | 21  | Ret | 20  | Ret | 22  | 18  | 16  | 17  | Ret | 16  |     |     |     |     |     |     |     |     |     |     | 19     |
| Pos. | Escudería               | N.º | SAK | SAK | BAR | BAR | MON | MON | SPI | SPI | SIL | SIL | BUD | BUD | SPA | SPA | MNZ | MNZ | SOC | SOC | SAK | SAK | YMC | YMC |        |

| Color     | Resultado              |
| --------- | ---------------------- |
| Oro       | Ganador                |
| Plata     | 2.ª plaza              |
| Bronce    | 3.ª plaza              |
| Verde     | Finalizó en los puntos |
| Azul      | Finalizó sin puntos    |
| Azul      | NC - No clasificado    |
| Violeta   | Ret - No terminó       |
| Rojo      | DNQ - No se clasificó  |
| Negro     | DSQ - Descalificado    |
| Blanco    | DNS - No empezó        |
| Blanco    | WD - Retirado          |
| Blanco    | C - Carrera cancelada  |
| Sin color | DNP - No participó     |
| Sin color | INJ - Lesionado        |
| Sin color | EX - Excluido          |

| Estado  | Resultado |
| ------- | --- |
| Negrita | Pole position |
| Cursiva | Vuelta rápida puntuable, el piloto cumplió los requisitos para ser bonificado con uno o más puntos por lograr la vuelta rápida |
| †       | Abandona, pero clasifica al completar el porcentaje requerido para ello                                                        |